# Xã Mount Olive, Quận Izard, Arkansas
Xã Mount Olive (tiếng Anh: Mount Olive Township) là một xã thuộc quận Izard, tiểu bang Arkansas, Hoa Kỳ. Năm 2010, dân số của xã này là 75 người.